# Melaniparus
Melaniparus is een geslacht van zangvogels uit de familie Paridae (mezen). De wetenschappelijke naam van het geslacht is voor het eerst geldig gepubliceerd in 1850 door Bonaparte.

## Soorten
De volgende veertien soorten zijn bij het geslacht ingedeeld:
- Melaniparus afer – Kaapse mees
- Melaniparus albiventris – Witbuikmees
- Melaniparus carpi – Carps mees
- Melaniparus cinerascens – Acaciamees
- Melaniparus fasciiventer – Rwenzorimees
- Melaniparus fringillinus – Roodkeelmees
- Melaniparus funereus – Gabonmees
- Melaniparus griseiventris – Miombomees
- Melaniparus guineensis – Guinese mees
- Melaniparus leucomelas – Rüppells mees
- Melaniparus leuconotus – Witrugmees
- Melaniparus niger – Roetmees
- Melaniparus rufiventris – Roestbuikmees
  - M. r. pallidiventris – Bleekbuikmees
- Melaniparus thruppi – Somalische mees